# Dabas-Gyón FC
A Dabas-Gyón Football Club egy 2008-ban alapított magyar labdarúgóklub. Székhelye Dabason található. A klub eddig kétszer nyerte meg a  Pest megyei I. osztályt (2015-16, 2018-19) és jelenleg az NB3-ban szerepel.

## Sikerek
Pest megyei I. osztály
- Bajnok: 2015/16 ; 2018/19

## Vezetőedzők
- Aczél Zoltán
- Makrai László (2021)